# Premi promozionali attribuiti dalla FOM
La Formula One Management annualmente attribuisce alcuni premi legati alla promozione delle gare di Formula 1. Tre sono i premi attualmente attribuiti: il Race Promoter's Trophy, che viene dato ai promotori del gran premio meglio organizzato, e l'ASN Trophy (conosciuto anche come Bernie Ecclestone Trophy) attribuito all'organizzazione sportiva i cui piloti hanno conquistato più punti iridati nel corso della stagione. Il Race Promoter's Trophy, trofeo nato nel 1975, veniva inizialmente attribuito dalla Formula One Constructors Association (FOCA) col nome di FOCA Award; il Television Trophy, viene attribuito alla miglior produzione televisiva di un gran premio. Nel 2007, essendo quasi tutti i gran premi prodotti dalla stessa FOM, il premio non venne attribuito. Dal 2008 è stato reintrodotto.

## Race Promoters' Trophy

### Albo d'oro
| Anno | Gran Premio                                   | Circuito                         |
| ---- | --------------------------------------------- | -------------------------------- |
| 1975 | Gran Premio di Monaco                         | Monte Carlo                      |
| 1976 | Gran Premio degli Stati Uniti d'America-Ovest | Long Beach                       |
| 1977 | Gran Premio di Gran Bretagna                  | Silverstone                      |
| 1978 | Gran Premio di Gran Bretagna                  | Brands Hatch                     |
| 1979 | Gran Premio d'Italia                          | Monza                            |
| 1980 | Gran Premio d'Italia                          | Imola                            |
| 1981 | Gran Premio di Las Vegas                      | Las Vegas                        |
| 1982 | Gran Premio di Gran Bretagna                  | Brands Hatch                     |
| 1983 | Gran Premio d'Italia                          | Monza                            |
| 1984 | Gran Premio di Detroit                        | Detroit                          |
| 1985 | Gran Premio d'Australia                       | Adelaide                         |
| 1986 | Gran Premio del Messico                       | Città del Messico                |
| 1987 | Gran Premio del Giappone                      | Suzuka                           |
| 1988 | Gran Premio di Gran Bretagna                  | Silverstone                      |
| 1989 | Gran Premio del Giappone                      | Suzuka                           |
| 1990 | Gran Premio d'Australia                       | Adelaide                         |
| 1991 | Gran Premio di Francia                        | Magny-Cours                      |
| 1992 | Gran Premio di Francia                        | Magny-Cours                      |
| 1993 | Gran Premio d'Europa                          | Donington                        |
| 1994 | Gran Premio del Pacifico                      | TI Circuit Aida                  |
| 1995 | Gran Premio d'Australia                       | Adelaide                         |
| 1996 | Gran Premio d'Australia                       | Melbourne                        |
| 1997 | Gran Premio d'Australia                       | Melbourne                        |
| 1998 | Gran Premio di San Marino                     | Imola                            |
| 1999 | Gran Premio della Malesia                     | Sepang                           |
| 2000 | Gran Premio degli Stati Uniti d'America       | Indianapolis                     |
| 2001 | Gran Premio del Canada                        | Montreal                         |
| 2002 | Gran Premio d'Ungheria                        | Hungaroring                      |
| 2003 | Gran Premio di Spagna                         | Catalunya                        |
| 2004 | Gran Premio del Bahrein                       | Sakhir                           |
| 2005 | Gran Premio di Monaco                         | Monte Carlo                      |
| 2006 | Gran Premio del Brasile                       | Interlagos                       |
| 2007 | Gran Premio degli Stati Uniti d'America       | Indianapolis                     |
| 2008 | Gran Premio di Singapore                      | Marina Bay                       |
| 2009 | Gran Premio di Abu Dhabi                      | Yas Marina                       |
| 2010 | Gran Premio di Corea                          | Circuito internazionale di Corea |
| 2011 | Gran Premio d'India                           | Buddh                            |
| 2012 | Gran Premio d'India                           | Buddh                            |
| 2013 | Gran Premio del Brasile                       | Interlagos                       |
| 2014 | Gran Premio di Russia                         | Soči                             |
| 2015 | Gran Premio del Messico                       | Città del Messico                |
| 2016 | Gran Premio del Messico                       | Città del Messico                |
| 2017 | Gran Premio del Messico                       | Città del Messico                |
| 2018 | Gran Premio del Messico                       | Città del Messico                |
| 2019 | Gran Premio del Messico                       | Città del Messico                |

| Gran Premio                             | Vittorie | Stagioni                                                       |
| --------------------------------------- | -------- | -------------------------------------------------------------- |
| Gran Premio del Messico                 | 6        | 1986, 2015, 2016, 2017, 2018, 2019                             |
| Gran Premio degli Stati Uniti d'America | 5 (2)    | 1976 (USA Ovest), 1981 (Las Vegas), 1984 (USA Est), 2000, 2007 |
| Gran Premio d'Australia                 | 5        | 1985, 1990, 1995, 1996, 1997                                   |
| Gran Premio di Gran Bretagna            | 4        | 1977, 1978, 1982, 1988                                         |
| Gran Premio d'Italia                    | 3        | 1979, 1980, 1983                                               |
| Gran Premio di Monaco                   | 2        | 1975, 2005                                                     |
| Gran Premio del Giappone                | 2        | 1987, 1989                                                     |
| Gran Premio di Francia                  | 2        | 1991, 1992                                                     |
| Gran Premio del Brasile                 | 2        | 2006, 2013                                                     |
| Gran Premio d'India                     | 2        | 2011, 2012                                                     |
| Gran Premio d'Europa                    | 1        | 1993                                                           |
| Gran Premio del Pacifico                | 1        | 1994                                                           |
| Gran Premio di San Marino               | 1        | 1998                                                           |
| Gran Premio della Malesia               | 1        | 1999                                                           |
| Gran Premio del Canada                  | 1        | 2001                                                           |
| Gran Premio d'Ungheria                  | 1        | 2002                                                           |
| Gran Premio di Spagna                   | 1        | 2003                                                           |
| Gran Premio del Bahrein                 | 1        | 2004                                                           |
| Gran Premio di Singapore                | 1        | 2008                                                           |
| Gran Premio di Abu Dhabi                | 1        | 2009                                                           |
| Gran Premio di Corea                    | 1        | 2010                                                           |
| Gran Premio di Russia                   | 1        | 2014                                                           |

| Circuito                         | Città                     | Vittorie | Stagioni                           |
| -------------------------------- | ------------------------- | -------- | ---------------------------------- |
| Autodromo Hermanos Rodríguez     | Città del Messico         | 6        | 1986, 2015, 2016, 2017, 2018, 2019 |
| Circuito di Adelaide             | Adelaide                  | 3        | 1985, 1990, 1995                   |
| Circuito di Monaco               | Monte Carlo               | 2        | 1975, 2005                         |
| Circuito di Silverstone          | Silverstone               | 2        | 1977, 1988                         |
| Circuito di Brands Hatch         | Kent                      | 2        | 1978, 1982                         |
| Autodromo Nazionale Monza        | Monza                     | 2        | 1979, 1983                         |
| Autodromo Enzo e Dino Ferrari    | Imola                     | 2        | 1980, 1998                         |
| Circuito di Suzuka               | Suzuka                    | 2        | 1987, 1989                         |
| Circuito di Magny-Cours          | Magny-Cours e Nevers      | 2        | 1991, 1992                         |
| Circuito Albert Park             | Melbourne                 | 2        | 1996, 1997                         |
| Indianapolis Motor Speedway      | Indianapolis              | 2        | 2000, 2007                         |
| Autódromo José Carlos Pace       | San Paolo                 | 2        | 2006, 2013                         |
| Buddh International Circuit      | Greater Noida             | 2        | 2011, 2012                         |
| Circuito di Long Beach           | Long Beach                | 1        | 1976                               |
| Circuito del Caesars Palace      | Las Vegas                 | 1        | 1981                               |
| Circuito di Detroit              | Detroit                   | 1        | 1984                               |
| Donington Park                   | North West Leicestershire | 1        | 1993                               |
| TI Circuit Aida                  | Aida                      | 1        | 1994                               |
| Circuito di Sepang               | Sepang                    | 1        | 1999                               |
| Circuit Gilles Villeneuve        | Montréal                  | 1        | 2001                               |
| Hungaroring                      | Budapest                  | 1        | 2002                               |
| Circuit de Catalunya             | Barcellona                | 1        | 2003                               |
| Bahrain International Circuit    | Sakhir                    | 1        | 2004                               |
| Marina Bay Street Circuit        | Singapore                 | 1        | 2008                               |
| Yas Marina Circuit               | Isola Yas                 | 1        | 2009                               |
| Circuito internazionale di Corea | Sud Jeolla                | 1        | 2010                               |
| Autodromo di Soči                | Soči                      | 1        | 2014                               |

## Television Trophy
Il trofeo viene assegnato alla miglior produzione televisiva dell'anno:

### Albo d'oro
- 2004: Formula One Management
- 2005:  RTL Television
- 2006: Formula One Management
- 2008: Formula One Management
- 2009: Formula One Management
- 2010: Formula One Management -  Abu Dhabi Media Company
- 2011:  BBC Sport
- 2012: Sky Sports
- 2013: Sky Sports

## ASN Trophy
Il trofeo viene assegnato all'organizzazione sportiva i cui piloti segnano più punti:

### Albo d'oro
| Stagione | Vincitore                                 |
| -------- | ----------------------------------------- |
| 1989     | Associação Automobilística do Brasil      |
| 1990     | Associação Automobilística do Brasil      |
| 1991     | Associação Automobilística do Brasil      |
| 1992     | Motor Sports Association                  |
| 1993     | Motor Sports Association                  |
| 1994     | Motor Sports Association                  |
| 1995     | Motor Sports Association                  |
| 1996     | Motor Sports Association                  |
| 1997     | Motor Sports Association                  |
| 1998     | Motor Sports Association                  |
| 1999     | Motor Sports Association                  |
| 2000     | Allgemeiner Deutscher Automobil-Club      |
| 2001     | Allgemeiner Deutscher Automobil-Club      |
| 2002     | Allgemeiner Deutscher Automobil-Club      |
| 2003     | Allgemeiner Deutscher Automobil-Club      |
| 2004     | Allgemeiner Deutscher Automobil-Club      |
| 2005     | Real Federación Española de Automovilismo |
| 2006     | Allgemeiner Deutscher Automobil-Club      |
| 2007     | AKK-Motorsport                            |
| 2008     | Allgemeiner Deutscher Automobil-Club      |
| 2009     | Allgemeiner Deutscher Automobil-Club      |
| 2010     | Allgemeiner Deutscher Automobil-Club      |
| 2011     | Deutscher Motor Sport Bund                |
| 2012     | Deutscher Motor Sport Bund                |
| 2013     | Deutscher Motor Sport Bund                |
| 2014     | Deutscher Motor Sport Bund                |
| 2015     | Deutscher Motor Sport Bund                |
| 2016     | Deutscher Motor Sport Bund                |
| 2017     | AKK-Motorsport                            |
| 2018     | AKK-Motorsport                            |
| 2019     | Motor Sports Association                  |
| 2020     | Motor Sports Association                  |
| 2021     | Motor Sports Association                  |
| 2022     | Motor Sports Association                  |
| 2023     | Motor Sports Association                  |
| 2024     | Motor Sports Association                  |